# Stefanie Hildebrand
Stefanie Hildebrand (Halle, 24 de marzo de 1987) es una deportista alemana que compitió en biatlón. Ganó una medalla de oro en el Campeonato Europeo de Biatlón de 2010, en la prueba por relevos. Su hermana gemela Franziska también es biatleta.

## Palmarés internacional
| Campeonato Europeo | Campeonato Europeo | Campeonato Europeo | Campeonato Europeo |
| Año                | Lugar              | Medalla            | Prueba             |
| ------------------ | ------------------ | ------------------ | ------------------ |
| 2010               | Otepää (Estonia)   | Medalla de oro     | Relevos            |